# Plodopitomnik (Oblast' dell'Amur)
Plodopitomnik (in lingua russa Плодопитомник) è un centro abitato dell'Oblast' dell'Amur, situato nei confini dell'insediamento xi tipo urbano di Blagoveščensk.